# Johann Gottfried Koehler
Johann Gottfried Koehler (Gauernitz kod Dresdena, 15. prosinca 1745. – Dresden, 19. rujna 1801.), njemački astronom koji je otkrio mnoštvo maglica, zvjezdanih skupina i galaktika.
Najpoznatiji je po otkriću otvorenog skupa M67, eliptične galaktike M59 i eliptične galaktike M60. Potonje je otkrio istog nadnevka, 11. travnja 1779. godine. 
Radio je s poznatim astronomom Johannom Elertom Bodeom, koji je pročistio i objavio Koehlerov prijedlog za simbol Urana

Od 1771. do 1776. obnašao je dužnost tajnika leipziškog ekonomskog društva. 1776. je postao „inspektor matematičkog salona i Kunstkammera. Poslije je bio astronom i obavio je brojna promatranja koja je objavio u časopisu Monatliche Correspondenz Franza Xavera von Zacha.
Od 1784. je godine ravnateljem Matematičko-fizičkog salona.